# Bentley S-type

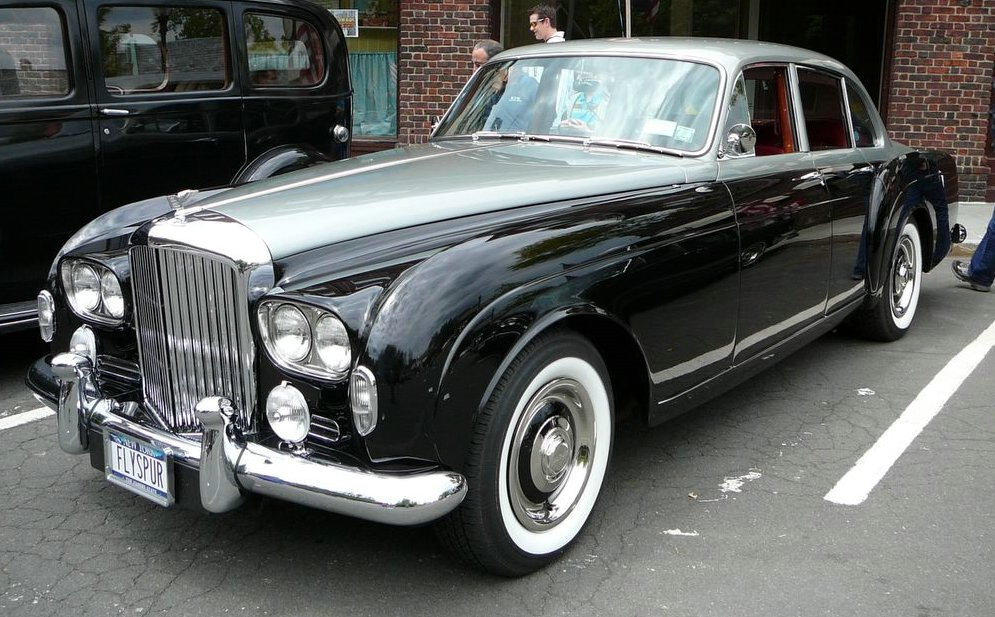
S2 Continental Flying Spur

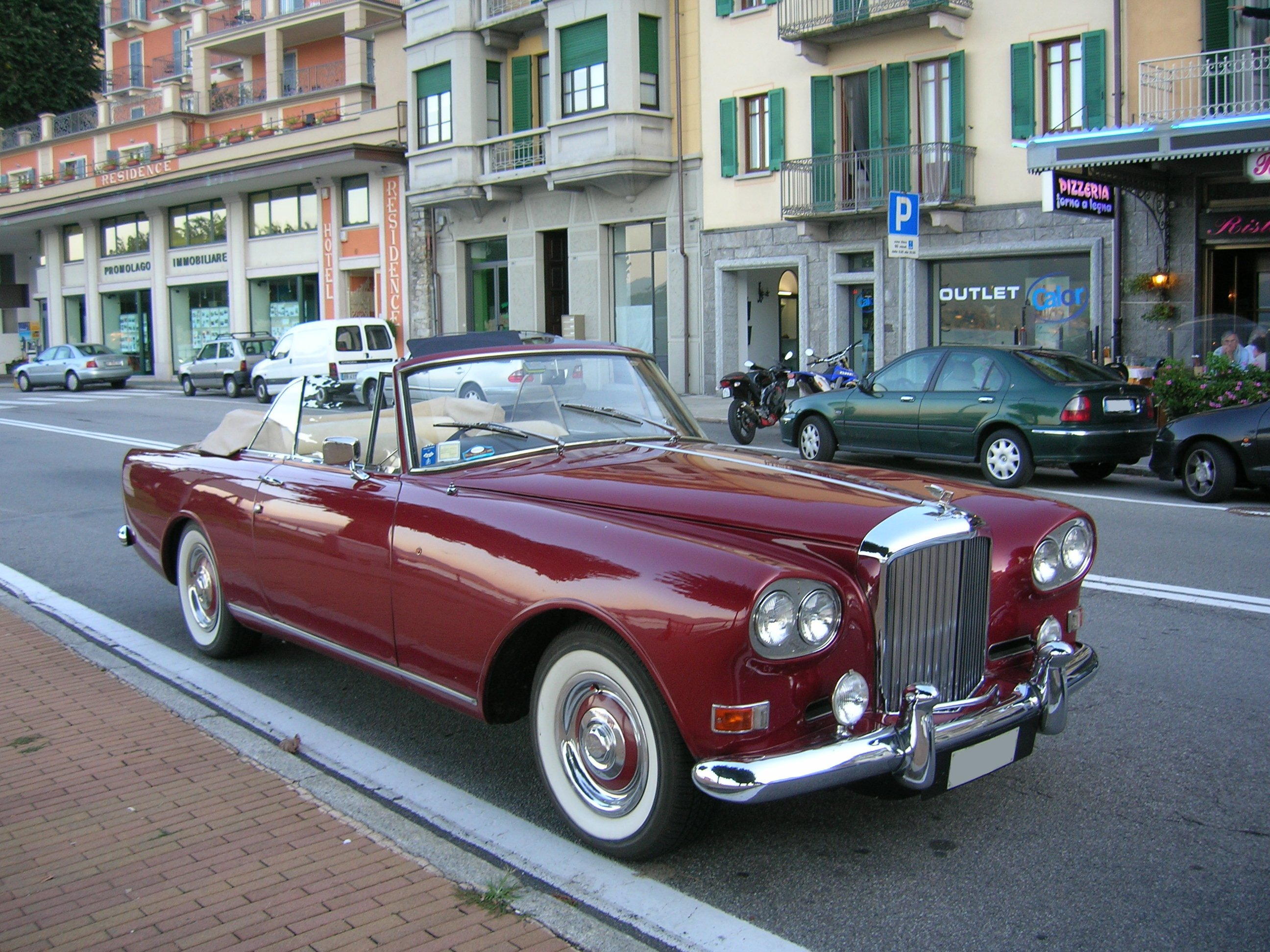
S3 Continental cabriolet

Bentley S-type är en personbil, tillverkad av den brittiska biltillverkaren Bentley mellan 1955 och 1965.

## S-type
Med S-type hade Bentley i praktiken reducerats till en  Rolls-Royce med annan kylarmaskering. I övrigt var bilen identisk med Silver Cloud. Tidigare hade Bentley alltid sålt i större volymer än det dyrare syskonmärket, men med denna modell var försäljningen jämnt fördelad mellan S-type och Silver Cloud.

### S1
S1 byggde vidare på R-type, men automatlåda var numera standardutrustning. Bilen fanns med två olika hjulbaser, normal eller lång (LWB). Bentley levererade även rullande chassin, som sedan försågs med kaross från fristående karossmakare. De flesta fick öppna cabriolet-karosser från främst Mulliner Park Ward.

### S2
1959 kom S2 med en ny V8, en stötstångsmotor byggd i aluminium. Cylinderdiametern var 104,4 mm och slaglängden 91,44 mm, vilket ger en cylindervolym på 6230 cm³. Effekten låg runt 170 hk. Den nya motorn gav bilen betydligt bättre prestanda. Utseendemässigt var S2 exakt som sin föregångare, förutom en ny instrumentbräda.

### S3
Sista utvecklingen, S3, kom 1963. Bilen känns igen på sina dubbla strålkastare.

## Continental
Bentley fortsatte att bygga Continental-modellen även på S-type-chassit. S1:an hade fortfarande fastback-kaross från H J Mulliner och den starkare motorn, men snart tillkom coupé- och cabriolet-versioner också från andra karossbyggare. Från 1957 fanns även en fyrdörrars sedan kallad Flying Spur.

## Tillverkning
| Modell         | Antal |
| -------------- | ----- |
| S1             | 2 927 |
| S1 LWB         | 23    |
| S1, chassi     | 157   |
| S1 Continental | 431   |
| S2             | 1 848 |
| S2 LWB         | 51    |
| S2, chassi     | 21    |
| S2 Continental | 388   |
| S3             | 1 285 |
| S3 LWB         | 25    |
| S3, chassi     | 8     |
| S3 Continental | 312   |